# Контіолахті
Контіолагті (фін. Kontiolahti) або Контіолахті  — місто та кунта (муніципалітет) у провінції Північна Карелія, Фінляндія. Розташоване неподалік Національного парку Колі, озера Гьоютияйнен та річки Пієлісйокі, близько 20 км від міста Йоенсуу.

## Спорт
Місто відоме завдяки лижному стадіону, розташованому кількома кілометрами південніше. На ньому проводилися Чемпіонати світу з біатлону у 1990, 1999 та 2015 роках, а також етапи Кубка світу.